# Eric Winterhalder
Eric Winterhalder (n. 1808, Viena, Austria – d. 1889 la Kritzendorf, Austria) a fost un economist, jurnalist, militar, pedagog, politician și scriitor de origine austriacă. A trăit mult timp în România, unde a fost și încetățenit.

## Începutul activității
Născut la Viena, în 1808, Eric Winterhalder a venit în Țara Românească în 1829, înrolându-se ca ofițer în tânăra armată română în curs de formare. El își termină însă cariera militară în 1833, când se angajează ca profesor de istoria artelor la Conservatorul înființat de Societatea Filarmonică, condusă de Ion Heliade Radulescu. Tot în această perioadă scrie câteva piese de teatru și publică un volum de poezii.
Dintre activitățile de ordin cultural, mai trebuie relevată și culegerea de cântece populare. Cunoscutul cântec: 
 “Dâmbovița, apă dulce,
Cine-o bea, nu se mai duce,
Și cumva de se va duce 
Înapoi iar îl aduce..." 
  care evoca "gustul" vieții patriarhale a fostului oraș-târg București, cu case de lemn și străzi cu pavele din bârne de stejar a fost cules, prelucrat și tipărit de Eric Winterhalder. Deși nu mai are voga de odinioară, formula sub care cântecul este cunoscut astăzi i se datorește lui Winterhalder.

## Activitatea politică
La începutul anilor 1840 Eric Winterhalder deschide împreună cu C.A. Rosetti o librărie, iar din 1845 o tipografie, sub numele "Rosetti & Winterhalder". Eric Winterhalder se implică puternic în mișcarea liberală din acea perioadă și are o participare activă la Revoluția din 1848. În timpul revoluției, Winterhalder și-a pus experiența militară la dispoziția guvernului revoluționar și a activat în cadrul gărzii naționale. Tot în timpul revoluției înființează împreună cu C. A. Rosetti ziarul Pruncul Român unde publică numeroase articole. Pe lângă aceasta, împreună cu C.A. Rosetti, s-a ocupat de tipărirea unei părți din proclamațiile și publicațiile Comitetului Revolutionar. Pentru atitudinea sa românească și patriotică, guvernul revoluționar i-a acordat cetățenia română.
După înfrângerea revoluției, Eric Winterhalder a fost arestat în octombrie 1848 și deținut până în aprilie 1849. Apoi, în 1852 a fost expulzat din țară. A revenit însă în Țara Românească în 1857 și devine principalul colaborator al ziarului Românul, înființat de C.A. Rosetti în 1857. În 1859, după alegerea lui Alexandru Ioan Cuza ca domnitor, i se redă cetățenia română. Eric Winterhalder a continuat colaborarea la ziarul “Românul” până în 1866, prin publicarea a numeroase articole și studii cu caracter politic, economic și financiar.
În coloanele ziarului Românul Eric Winderhalder face ecoul ideilor clasice liberale, expunând un vast program de reforme pentru dezvoltarea economiei românești. Alături de C.A. Rosetti, Ion Ghica, Vasile Boerescu, Ludovic Steege, Ioan Strat, Winderhalder iese în evidență ca un adept al dezvoltării capitaliste a României prin încurajarea sectorului agriculturii, politicii liberului schimb și colaborării cu capitalul străin.  Eric Winderhalder mai susține cu vehemență înființarea unei băncii de emisiune și apariția monedei naționale, ca o expresie a suveranității naționale, precum și a dezvoltării băncilor comerciale.

## Activitatea economică
În 1860 este numit director și secretar general al Ministerului de Finanțe, funcție pe care o va deține până în 1862. În această calitate s-a ocupat în special de reorganizarea contabilității generale a statului si a serviciilor ministerului, după modelul francez.
La 24 noiembrie 1864 domnitorul Alexandru Ioan Cuza semnează actul de înființare a Cassei de Depuneri și Consemnațiuni (C.D.C.) – în prezent C.E.C.  Banca își începe a activitatea propriu-zisă la 1 ianuarie 1865, sub directoratul lui Eric Winterhalder, care are meritul de a fi organizat complet banca. Structura organizatorică și metodologiile introduse de Winterhalder au rămas în vigoare multă vreme chiar dacă au fost perfecționate în decursul timpului. C.E.C. a devenit cea mai longevivă instituție de credit din civilizația bancară româneasca. Eric Winderhalder a rămas la conducerea “Cassei de Depuneri si Consemnatiuni” pâna în 1866.

## Ultimii ani de activitate
Din 1865 Eric Winterhalder colaboreaza la ziarul Contemporanul luând parte activă la campania dusă de acest ziar împotriva lui Alexandru Ioan Cuza și a reformelor sale economico-sociale. Totuși, după înscăunarea principelui Carol, Eric Winterhalder se retrage din viața politică.
În 1869 părăsește România și se reîntoarce în Austria. Eric Winterhalder moare în 1889 la Krutzendorf, lânga Viena.

## Scrieri
- Triumful amorului, comedie-vodevil într-un act, 35 pagini, Tipografia lui Eliad, 1836
- Actorul fără voie, (probabil inspirat de Der Schauspieler wider Willen de August von Kotzebue,[2] care la rândul său s-a inspirat dintr-o piesă franceză)

## Traduceri
- Vina, de Adolph Müller
- 33 333 de franci și 33 de centime pe zi, de Philippe François Pinel Dumanoir și Louis François Clairville
- Parazitul, sau meșteșugul de a-și face noroc, de Picard (probabil prin intermediul lui Schiller, Der Parasit und die Kunst sein Glück zu machen)